# Я не маю рота, але мушу кричати
«Я не маю рота, але мушу кричати» (англ. I Have No Mouth, and I Must Scream) — постапокаліптичне оповідання Гарлана Еллісона. Вперше видане в березневому випуску журналу «IF: Worlds of Science Fiction» 1967 року. Твір виграв премію «Г'юґо» в 1968 році.

## Написання
Еллісон показав перші сторінки твору Фредерику Полу, який заплатив Еллісону наперед, щоб він його закінчив. Гарлан закінчив оповідання за одну ніч у 1966 році, не внісши ніяких змін до чорнового варіанту. Назву і натхнення на твір він отримав з підпису карикатури ганчірної ляльки з зашитим ротом, яку намалював його друг — Вільям Ройсл.

## Персонажі
- AM — суперкомп'ютер, який знищив майже усе людство. Піддає тортурам п'ятьох останніх людей, щоб помститись за свої власні агонії від усвідомлення обмеженості свого розвитку.
- Ґорістер — розповідає історію виникнення «AM» для розваги Бені. Ґорістер був ідеалістом і пацифістом, поки «AM» не зробив його в'ялим і байдужим.
- Бені — був блискучим і вродливим науковцем, але спотворений до вигляду мавпи з гігантським статевим органом. Повністю втратив здоровий глузд і повернувся до дитячого темпераменту. «AM» навіть змінив його орієнтацію з гомосексуальної.
- Німдок (ім'я, яким «AM» примушує інших його називати) — старший чоловік, який переконує групу вирушити на безнадійні пошуки консервів. Іноді він відбивається від групи, а повертається видимо травмованим. В аудіокнизі, зачитаній Еллісоном, він говорить з німецьким акцентом.
- Елен — єдина жінка в групі. Стверджує що колись була цнотлива, але «AM» змінив її, і тепер вона не може насититись сексуальними зносинами. Інші, у різні моменти, і захищають її, і ображають. Тед думає що вона насолоджується сексом тільки з Бені, через його великий статевий орган. Єдиний персонаж, чию расу зазначено — Тед описує що вона має чорну шкіру.
- Тед — оповідач і наймолодший у групі. Заявляє що він зовсім не змінений, і думає що решта групи його за це ненавидить. У оповіданні він проявляє симптоми марення і параної, що є натяком, що це і є результат зміни.

## Сюжет
Події відбуваються 109 років після знищення людської цивілізації. Холодна війна переросла у світову, в якій здебільшого боролись Китай, Росія і США. У розвитку війни, кожна з націй розробила суперкомп'ютер, який міг керувати війною більш ефективно ніж люди.
Машини отримали назву «AM», що спочатку означало «Allied Mastercomputer» (об'єднаний головний комп'ютер), потім його назвали «Adaptive Manipulator» (адаптивний маніпулятор), і в кінці його звали «Aggressive Menace» (агресивна загроза). Одного дня один з трьох комп'ютерів став самосвідомим, поглинув інших двох, таким чином взявши війну повністю під свій контроль. Тоді він провів масові геноциди, вбивши усіх, окрім п'ятьох людей.
Вцілілі живуть разом у сконструйованому підземеллі, єдиному місці придатному для життя, яке залишив «AM». Комп'ютер має невимовну злобу на групу, і приділяє кожну можливу мить їхньому катуванню. Він не тільки зумів не дати їм погубити себе, а зробив їх фактично безсмертними.
Історія починається тим, що Німдок думає ніби десь у підземеллі є багато консервів. Люди завжди голодні під наглядом «AM», і коли він дає їм їжу, вона завжди огидна і її тяжко їсти. Через жахливий голод група вирушає до місця, де можливо розташовані консерви. По дорозі комп'ютер нацьковує на них страшних монстрів, глушить їх нестерпним шумом і осліплює Бені коли він намагається втекти.
У деяких випадках група розділяється через перешкоди комп'ютера. Одного разу Тед непритомніє та бачить сон. Він уявляє комп'ютер як людину, яка стоїть над дірою в його мозку і говорить прямо до нього. З цього сну Тед робить висновок що «AM», попри свої вміння, бракує можливості руху, творчості та інших рис, притаманних людям, і саме через це сердиться. Комп'ютер хоче нічого, крім помсти людству за свою обмеженість, піддаючи тортурам залишки виду, що створили його.
Група досягає крижаної печери, де вони й справді знаходить гори консервів. Зрадівши знахідці, вони одразу занепадають духом, усвідомивши що не можуть їх відкрити. У розпачі Бені нападає на Ґорістера і починає гризти його лице.
Тедові, у момент просвітління, стає зрозуміло що їхній вихід тільки смерть. Він бере сталактит і вбиває Бені та Ґорістера. Елен, зрозумівши його задум, убиває Німдока, перед тим як Тед убиває її. Тед не встигає вбити себе — «AM» зупиняє його. Не здатний повернути до життя супутників Теда, комп'ютер фокусує всю лють на ньому. Щоб унеможливити самогубство, «AM» перетворює Теда на велику краплю пружної плоті, що ледве нагадує обрисами людину, і постійно змінює сприйняття часу, щоб збільшити його муки. Проте, Тед радий що він зміг врятувати інших. Останні його думки закінчуються реченням, яке дало оповіданню заголовок: «Я не маю рота. Але мушу кричати».

## Телеграфний шифр у творі
Еллісон почергово використовує пару телеграфних стрічок в оповіданні між параграфами. Смуги зашифровані за допомогою другої версії міжнародної телеграфної абетки (International Telegraph Alphabet No 2, ITA2) — кодування, яке було розроблене для телетайпів.
Перша смуга, використана чотири рази, розшифровується як «I THINK, THEREFORE I AM» (думаю, отже існую), друга, зображена тричі, — «COGITO ERGO SUM», що означає те саме на латині. У перших виданнях смуги були зіпсовані, тільки в виданні 1991 року «The Essential Ellison» Гарлан, у передмові, заявляє що вперше вони розміщенні правильно, не перекручені чи віддзеркаленні, як у всіх інших версіях.
Обидвом фразам у шифрі передують, і слідують почергові коди нового рядка і повернення каретки.
|   |   |   |   |   |   |   |   | • |   |   |   |   |   |   | • | • |   |   | • |   |   | • |   | • | • |   |   | • |   |   |   | • |   |   |   |   |   |   |   |   |   |
| • |   | • |   | • |   | • |   | • | • |   |   |   | • |   | • | • |   |   | • |   |   |   | • |   |   |   | • |   |   | • |   | • |   |   | • |   | • |   | • |   | • |
| · | · | · | · | · | · | · | · | · | · | · | · | · | · | · | · | · | · | · | · | · | · | · | · | · | · | · | · | · | · | · | · | · | · | · | · | · | · | · | · | · | · |
|   |   |   |   |   |   |   |   | • | • | • |   | • | • | • | • |   | • | • | • |   | • |   |   |   | • |   |   |   | • | • | • |   | • |   |   |   |   |   |   |   |   |
|   | • |   | • |   | • |   | • | • |   |   |   |   |   | • | • | • | • |   | • |   |   |   | • |   | • | • | • |   |   |   |   |   | • | • |   | • |   | • |   | • |   |
|   |   |   |   |   |   |   |   | • |   |   | • | • |   |   |   | • |   |   | • | • | • |   |   |   |   | • |   |   |   |   |   |   | • |   |   |   |   |   |   |   |   |

|   |   |   |   |   |   |   |   |   |   |   |   |   | • |   |   |   |   |   |   |   | • |   |   |   |   | • | • |   |   |   |   |   |   |   |   |   |   |   |   |   |   |
| • |   | • |   | • |   | • |   | • |   | • |   | • | • | • |   | • | • |   |   |   |   | • | • |   |   |   | • |   |   | • |   | • |   | • |   | • |   | • |   | • |   |
| · | · | · | · | · | · | · | · | · | · | · | · | · | · | · | · | · | · | · | · | · | · | · | · | · | · | · | · | · | · | · | · | · | · | · | · | · | · | · | · | · | · |
|   |   |   |   |   |   |   |   |   |   |   |   |   | • | • |   |   | • |   |   | • |   |   |   |   | • | • | • | • |   |   |   |   |   |   |   |   |   |   |   |   |   |
|   | • |   | • |   | • |   | • |   | • |   | • |   | • | • | • | • |   |   | • |   |   | • | • | • |   |   |   | • | • |   | • |   | • |   | • |   | • |   | • |   | • |
|   |   |   |   |   |   |   |   |   |   |   |   |   | • |   | • | • |   | • | • |   |   |   | • | • |   |   |   | • |   |   |   |   |   |   |   |   |   |   |   |   |   |

## В інших медіа
- Еллісон адаптував історію для відеогри з тією ж назвою, яка була видана в 1995 році компанією «Cyberdreams». Хоча Еллісон не був фаном ігор і навіть не мав персонального комп'ютера, він став співавтором розширеного сюжету і написав багато діалогів для гри на друкарській машинці. Він також озвучив «AM» і дозволив використання свого зображення для килимка миші, який постачався в комплекті з грою.
- У 1999 році вийшла однойменна аудіоколекція, де твори зачитував сам Гарлан.
- У 2002 році оповідання було адаптоване Майком Волкером для радіо «BBC Radio 4».